# Пионерные виды

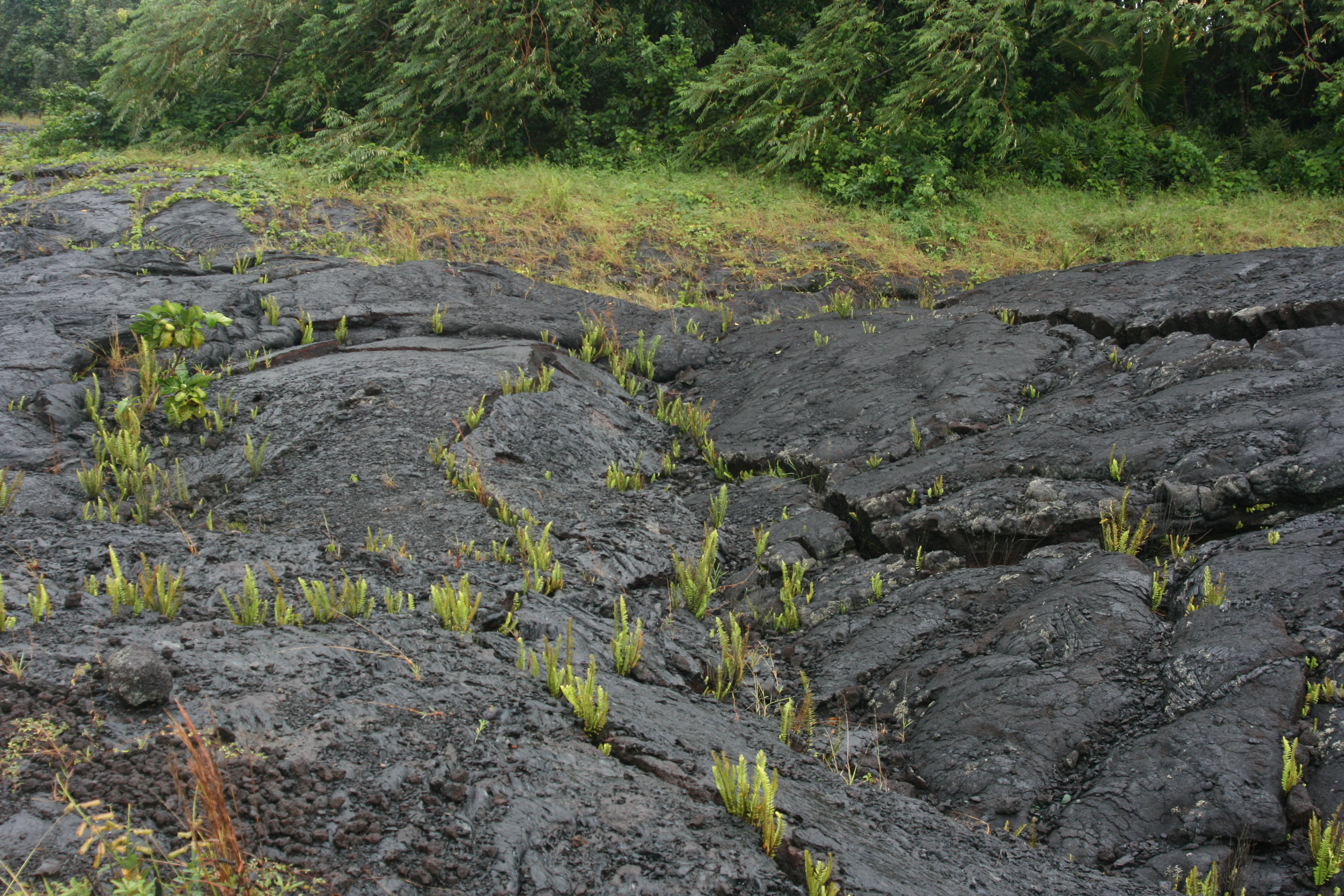
Пионерные виды растений, растущие в трещинах недавно затвердевшего потока лавы на Гавайях

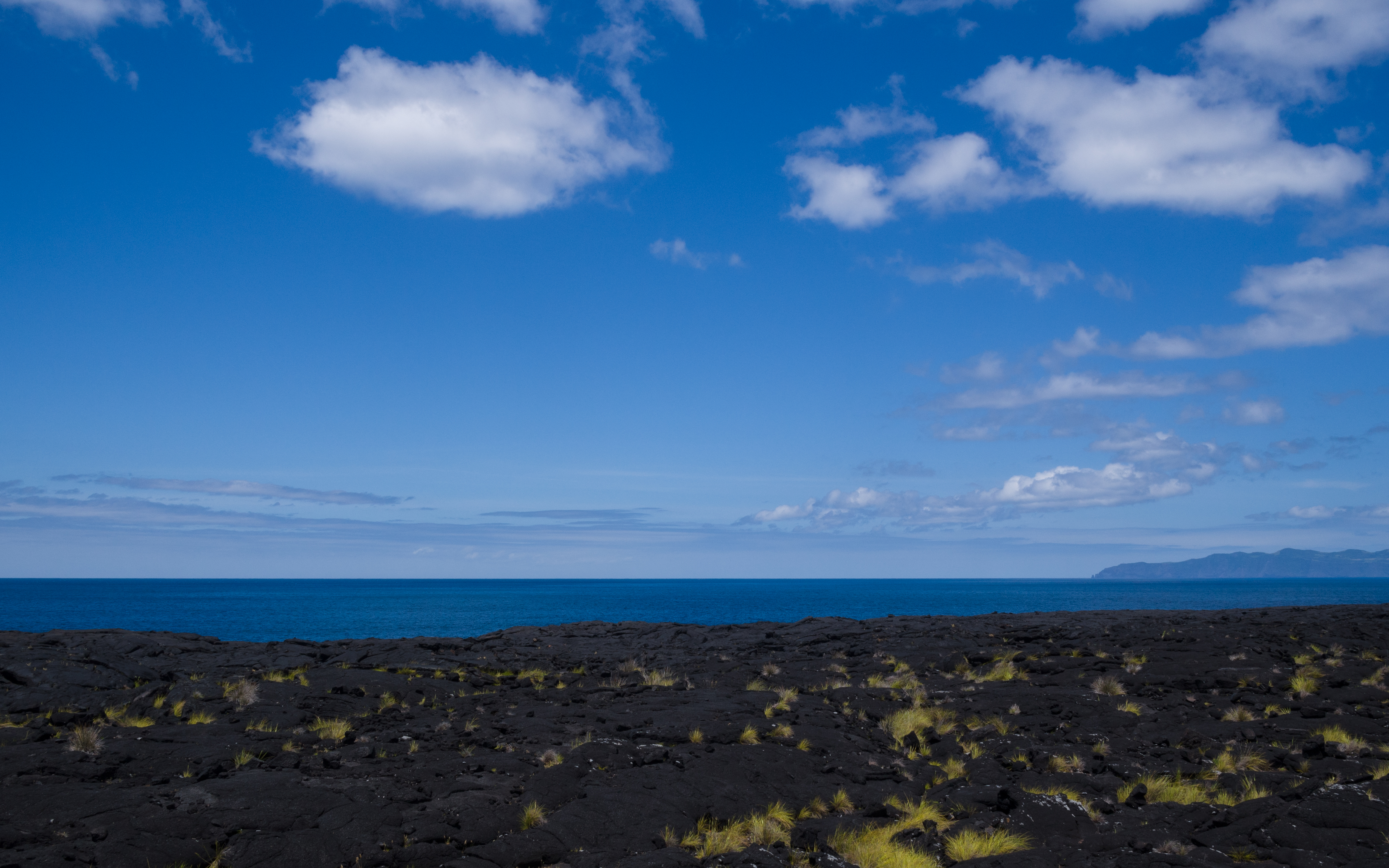
Растения-пионеры, растущие на застывшей лаве на Пико, Азорские острова, где они избавлены от местной конкуренции лавровых лесов (лаврисильвы)

Пионерные виды, виды-первопроходцы, виды-пионеры или ранние сукцессионные виды — выносливые виды, которые первыми колонизируют бесплодную среду или повторно заселяют нарушенные места обитания — ранее биоразнообразные устойчивые экосистемы, которые были разрушены стихийными бедствиями, такими как лесные пожары, наводнения, оползни, потоки лавы или связанные с климатом вымирания, или антропогенным разрушением. Продолжительность жизни видов-пионеров невелика, и на их место в ходе сукцессии приходят другие виды.
Совокупность видов, которые формируют в конкретном случае первичный фитоценоз, называют пионерная группировка.

## Пионерная флора
Некоторые лишайники растут на камнях без почвы, поэтому могут быть одними из первых форм жизни и расщеплять камни на почву для растений. Поскольку на некоторых необитаемых землях могут быть тонкие, плохого качества почвы с небольшим количеством питательных веществ, виды-первопроходцы часто представляют собой выносливые растения с такими адаптациями, как длинные корни, корневые клубеньки, содержащие азотфиксирующие бактерии, и листья, которые используют транспирацию. Зачастую также являются фотосинтезирующими растениями, поскольку никакой другой источник энергии, кроме энергии света, обычно не доступен на ранних стадиях сукцессии, и это снижает вероятность того, что вид-первопроходец окажется нефотосинтезирующим.
Растения, которые часто становятся видами-пионерами, имеют тенденцию опыляться ветром, а не насекомыми, поскольку насекомые вряд ли будут присутствовать в тех бесплодных условиях, в которых обычно растут виды-пионеры. Более того, многие виды-пионеры имеют тенденцию размножаться бесполым путём, поскольку существующие экстремальные или бесплодные условия делают более благоприятным бесполое размножение, позволяющее увеличить репродуктивный успех, не вкладывая энергию в половое размножение. Виды-первопроходцы в конечном итоге погибают, создают растительный мусор и через некоторое время разлагаются как «листовая земля», образуя новую почву для вторичной сукцессии и высвобождая питательные вещества для мелких рыб и водных растений в прилегающих водоемах.
Некоторые примеры местообитаний и заселяющих их пионерных видов растений:
- Бесплодный песок — колосняк песчаный (Leymus arenarius), пырей колючий (Agropyron pungens), Ammophila breviligulata
- Соленая вода — зелёные водоросли и в широком смысле[англ.], виды взморника (Zostera spp.), Salicornia Virginica, Spartina × Townsendii и Spartina anglica.
- Пресная вода — водоросли, мхи, валлиснерия американская (Vallisneria americana).
- Застывшие потоки лавы (вулканическая порода) —
  - на Гавайях : папоротник-меч (Polystichum munitum), 'ōhi’a lehua (Metrosideros полиморфа), 'ohelo (Vaccinium reticulatum) и 'ama’u (Sadleria cyatheoides);[7]
  - на Суртсее : лишайник (Sterocaulon vesuvianum и Placopsis gelida) и мох (Racomitrium ericoides);[8] зеленые водоросли
- Нарушенные территории, такие как строительные площадки, выемки дорог и обочины, обрабатываемые земли — см. рудеральные виды.
- Голая глина — Орхидные
- Горы — Лишайники

## Пионерная фауна

### На земле

На диаграмме выше показано, как виды-первопроходцы способствуют формированию почвы и позволяют менее выносливой флоре расти в этом районе.
1) Голая скала; 2) Выветривание позволяет выносливым видам-первопроходцам расти на камнях; 3) Разложение пионерных видов дает органический материал для образования почвы; 4) Небольшие однолетние растения способны расти на почве; 5) По мере роста слоя почвы растения, такие как деревья, могут колонизировать территорию.

Фауна-первопроходец колонизирует территорию только после того, как её заселят флора и грибы. Почвенная фауна, начиная от микроскопических протистов и заканчивая более крупными беспозвоночными, играет роль в почвообразовании и круговороте питательных веществ. Бактерии и грибы являются наиболее важными группами в расщеплении органического детрита, оставленного первичными растениями-продуцентами, такими как мох и водоросли. Почвенные беспозвоночные усиливают деятельность грибов, расщепляя детрит. По мере развития почвы дождевые черви и муравьи изменяют характеристики почвы. Норы червей аэрируют почву, а муравейники изменяют размер частиц отложений, глубоко изменяя характер почвы.
Хотя позвоночные в целом не считаются видами-первопроходцами, есть исключения. Камышовые жабы специализируются на открытых средах обитания с редкой растительностью, которые могут находиться на ранней серийной стадии. Широкие универсалы посещают места обитания на ранней стадии сукцессии, но не являются обязательными видами этих местообитаний, поскольку используют мозаику различных местообитаний.
Позвоночные животные могут существенно влиять на ранние серийные стадии. Травоядные животные могут изменять рост растений. Ископаемые млекопитающие могут изменить развитие почвенных и растительных сообществ. Яркий пример влияния — колония морских птиц, которая вносит значительное количество азота в неплодородные почвы, тем самым изменяя рост растений. Ключевой вид может способствовать внедрению видов-первопроходцев, создавая новые ниши. Например, бобры могут затопить территорию, что позволит иммигрировать новым видам.

### Под водой
Концепция экологической преемственности применима и к подводным средам обитания. Если в окрестностях рифа появляется новое пространство, гаплосклериды и известковые губки становятся первыми животными, первоначально встречающимися в этой среде в большем количестве, чем другие виды. Эти типы губок растут быстрее и имеют более короткую продолжительность жизни, чем виды, которые следуют за ними в этой среде обитания.

## Вторичная сукцессия и виды-пионеры

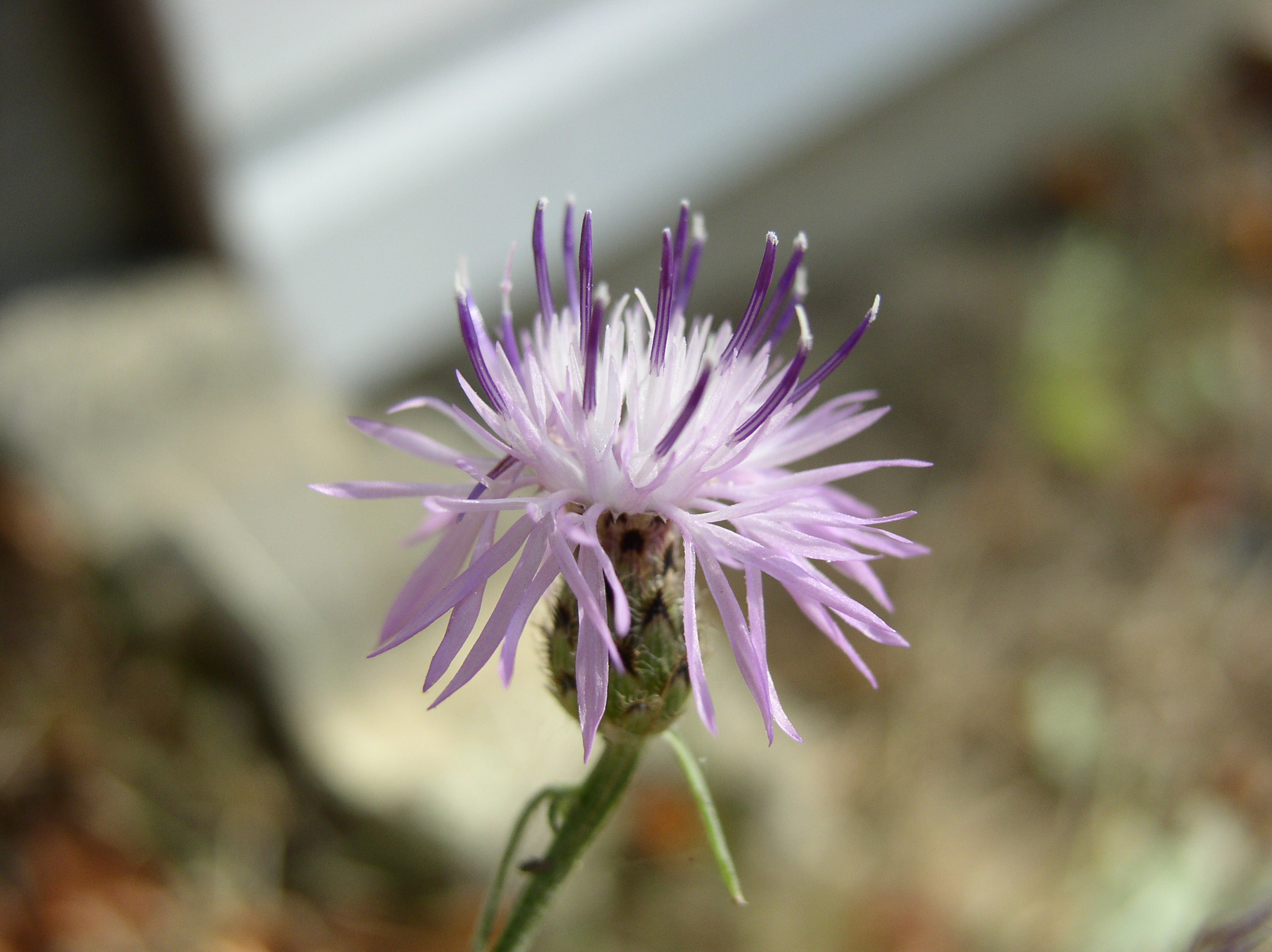
Centaurea maculosa, пример вида-пионера

Термин «вид-пионер» также используется для обозначения первых видов, обычно растений, которые вернулись на территорию после нарушения в рамках процесса вторичной сукцессии. Помехи могут включать наводнения, торнадо, лесные пожары, вырубку лесов или расчистку территорий другими способами.
Виды-пионеры, как правило, быстро растут, не переносят тени и имеют тенденцию быстро воспроизводить большое количество потомства. Семена пионерных видов иногда могут сохранять жизнеспособность в почвенном банке семян в течение многих лет или десятилетий, и часто прорастают именно будучи потревоженными. Микоризные грибы оказывают мощное влияние на рост видов-пионеров.
Некоторые примеры растений в таких областях включают:
- Деревья пионеры[14]: берёза, ольха, сосна, ива
- Малина — Rubus spp.
- Пустоши — Ericaceae spp.
- Травоподобные растения[англ.] (злаки, хвощи, осоки и пр.), разнотравье и полевые цветы[англ.] — местные, интродуцированные и инвазивные виды: такие как пожарозависимые семенные, шишконосные и прорастающие роды чапараля[15].